# Quaternary Icefall
Der Quaternary Icefall (englisch für Quartäreisfall) ist ein Gletscherbruch im Nordwesten der antarktischen Ross-Insel. Er fließt vom Eisschild des Mount Bird in westlicher Richtung steil in die Wohlschlag Bay ab, die er 1,5 km südlich des Cinder Hill erreicht.
Teilnehmer einer von 1958 bis 1959 durchgeführten Kampagne im Rahmen der New Zealand Geological Survey Antarctic Expedition benannten ihn nach den Muschelschalen aus dem Quartär, die durch den Gletscherbruch in Endmoränen abgelagert wurden.